# Рефрактометрия (химия)
Рефрактометрия (от лат. refractus — преломленный и др.-греч. μετρέω «измеряю») — это метод исследования веществ, основанный на определении показателя (коэффициента) преломления (рефракции) и некоторых его функций. Рефрактометрия (рефрактометрический метод) применяется для идентификации химических соединений, количественного и структурного анализа, определения физико-химических параметров веществ . Относительный показатель преломления n представляет собой отношение скоростей света в граничащих средах. Для жидкостей и твердых тел {\displaystyle n} обычно определяют относительно воздуха, а для газов — относительно вакуума (абсолютный показатель преломления). Значения {\displaystyle n} зависят от длины волны {\displaystyle \lambda } света и температуры, которые указывают соответственно в подстрочном и надстрочном индексах. Например, показатель преломления при 20 °C для D-линии спектра натрия (λ = 589 нм) — . Часто используют также линии спектра водорода Н (λ = 656 нм) и фтора F (λ = 486 нм). В случае газов необходимо также учитывать зависимость {\displaystyle n} от давления (указывать его или приводить данные к нормальному давлению).
В идеальных системах (образующихся без изменения объёма и поляризуемости компонентов) зависимость показателя преломления от состава близка к линейной, если состав выражен в объёмных долях (процентах): {\displaystyle n=n_{1}V_{1}+n_{2}V_{2}}, где {\displaystyle n,n_{1},n_{2}} — показатели преломления смеси и компонентов, {\displaystyle V_{1},V_{2}} — объемные доли компонентов {\displaystyle (V_{1}+V_{2}=1)}.
Для рефрактометрии растворов в широких диапазонах концентраций пользуются таблицами или эмпирическими формулами, важнейшие из которых (для растворов сахарозы, этанола и др.) утверждаются международными соглашениями и лежат в основе построения шкал специализированных рефрактометров для анализа промышленной и сельскохозяйственной продукции.